# ФК Охрид
ФК Охрид је фудбалски клуб из Охрида у Северној Македонији, који се такмичи у Другој лиги Македоније.
Клуб је основан 1921. године. Утакмице игра у Спортском рекереатином центру „Биљанини извори“ на стадиону капацитета 10.000 места. Боја дресова је плаво-бела. Надимак клуба је „Рибари“.
Покровитељ је град Охрид.